# 小行星9554
小行星9554（英語：9554 Dumont）是一颗围绕太阳公转的小行星。1985年12月13日，R. Chemin在科索尔发现了此天体。
这颗小行星的绝对星等为37.65641594152775等。